# Cerbaris
Cerbaris is een geslacht van sponsdieren uit de klasse van de Demospongiae (gewone sponzen).

## Soorten
- Cerbaris alborani (Boury-Esnault, Pansini & Uriz, 1994)
- Cerbaris curvisclera (Lévi & Vacelet, 1958)
- Cerbaris curvispiculifer (Carter, 1880)
- Cerbaris topsenti (Hentschel, 1912)
- Cerbaris torquatus Topsent, 1898